# Keine Gnade für Dad
Keine Gnade für Dad (Originaltitel: Grounded for Life, deutsch: Lebenslang Hausarrest) ist eine US-amerikanische Sitcom. Sie wurde erstmals 2001 als Midseason-Replacement auf Fox ausgestrahlt und bereits im Herbst 2002 aus Desinteresse des Networks an der Serie wieder aufgegeben. Das Network The WB übernahm daraufhin die Serie, wo sie noch bis Anfang 2005 weiterproduziert und bis Mitte 2005 ausgestrahlt wurde. Die Serie wurde in Deutschland auf ProSieben erstmals ausgestrahlt und lief später dann bei kabel eins. Seit März 2009 strahlt Comedy Central die Serie zeitweise aus. Es geht um eine typische Familie in den Vereinigten Staaten und ihre Probleme. Der Handlungsort ist New York City, meistens der Stadtteil Staten Island, wo die Familie wohnt. Die komplette Serie lebt davon, in jeder Folge mehrere Rückblenden zu zeigen, welche das Zustandekommen der jeweils aktuellen Situation der Beteiligten erklärt.

## Handlung
Die Handlung einer Folge beginnt meistens damit, dass jemandem auffällt, dass ein oder mehrere Familienmitglieder ein Problem haben, welches oft offensichtlich ist. Die Person(en) beginnt/beginnen die Handlung analeptisch aufzurollen, wodurch sich immer mehr  Mitglieder der Familie in die Geschehnisse verstricken. Humorvoll wirkt dabei häufig der Einfluss der Vergangenheit auf die Gegenwart. Es stellt sich meist heraus, wer an etwas Bestimmten schuld ist, und dass auch die Eltern nicht immer perfekt sind. Die Handlungsstränge der Folgen sind fortlaufend und bauen auch aufeinander auf.

## Figuren
Sean Finnerty ist der Vater der irischen Familie Finnerty und bildet somit eigentlich das Oberhaupt. Der Vater Finnerty ist sehr leicht reizbar und lässt sich schnell von seinen Kindern und seiner Frau in den Wahnsinn treiben.
Claudia Finnerty ist Seans Frau. Sie soll den verständnisvollen Part in der Familie darstellen, kommt aber auch oft in Schwierigkeiten und Missverständnisse.
Eddie Finnerty ist ein etwas seltsamer Geselle, der Bruder von Sean, und scheint Beziehungen zur Mafia zu haben. Er ist meistens ruhig und er löst Probleme auf eine sehr unorthodoxe und individuelle Weise.
Walt Finnerty ist der Großvater und Vater von Sean und Eddie Finnerty. Er steckt fest in alten Verhaltensweisen und versteht die eher modernere Art von Sean und Claudia oft nicht. (Walt ist ab der dritten Staffel nur noch eine Nebenfigur und tritt deshalb seltener in den einzelnen Folgen auf).
Henry Finnerty ist der jüngste Sohn der Familie und noch sehr kindlich. Er versteht oft einfachste Zusammenhänge nicht und macht dadurch oft etwas falsch. (Der Charakter ist in der 5. Staffel nicht mehr zu sehen).
Jimmy Finnerty ist der ältere der beiden Söhne von Sean und Claudia und steckt mitten in den Anfangsphasen seiner Pubertät, was für die Familie und ihn oft nicht leicht ist.
Lily Finnerty ist das älteste Kind und einzige Tochter. Die 16-jährige Tochter der Finnertys versucht viele Folgen der Serie lang an einen Jungen namens Dean heranzukommen, bis sie bemerkt, dass eigentlich Brad O’Keefe, der nervige Nachbarjunge, der Richtige für sie ist.
Brad O’Keefe ist anfangs der nervende Nachbarjunge von nebenan, der immer versucht an Lily heranzukommen, bis er es dann an ihrem Geburtstag schafft, mit ihr zu schlafen und so mit ihr zusammenkommt.
Mr. O’Keefe ist der Nachbar der Finnertys und rivalisiert ausgesprochen gern mit Sean.

### Hauptbesetzung
| Rollenname             | Schauspieler     | Hauptrolle (Episoden)           | Hauptrolle (Staffeln) | Nebenrolle (Episoden)          | Nebenrolle (Staffeln) | Synchronsprecher         |
| ---------------------- | ---------------- | ------------------------------- | --------------------- | ------------------------------ | --------------------- | ------------------------ |
| Sean Finnerty          | Donal Logue      | 1–91                            | 1–5                   |                                |                       | Michael Iwannek          |
| Claudia Finnerty       | Megyn Price      | 1–91                            | 1–5                   |                                |                       | Claudia Urbschat-Mingues |
| Eddie Finnerty         | Kevin Corrigan   | 1–91                            | 1–5                   |                                |                       | Michael Deffert          |
| Lily Finnerty          | Lynsey Bartilson | 1–91                            | 1–5                   |                                |                       | Sonja Spuhl              |
| Jimmy Finnerty         | Griffin Frazen   | 1–91                            | 1–5                   |                                |                       | Ricardo Richter          |
| Henry Finnerty         | Jake Burbage     | 1–78                            | 1–4                   |                                |                       | Aljosha Fritzsche        |
| Bradley 'Brad' O’Keefe | Bret Harrison    | 38–91 (in 48 Episoden zu sehen) | 3–5                   | 1–37 (in 17 Episoden zu sehen) | 1–2                   | Kim Hasper               |
| Walt Finnerty          | Richard Riehle   | 1–37                            | 1–2                   | 38–91 (in 8 Episoden zu sehen) | 3–5                   | Frank Ciazynski          |

## Trivia
- Der Originaltitel „Grounded for Life“ ist mehrdeutig zu übersetzen. Einerseits zeigt der Titel den Inhalt jeder Folge auf, dass zwar, wie auch im deutschen Titel, der Vater vielfach mit Problemen zu kämpfen hat, jedoch genug „geerdet“ (grounded) ist, also genug Lebenserfahrung (for Life) hat, um sich immer wieder, oft mit dem Rückhalt der Familie, am Ende zurechtzufinden. So findet man häufig ein „Schlusswort“, welches man selbst für sich zum besseren Leben und im Umgang mit anderen Personen benutzen kann. Andererseits kann „Grounded for Life“ auch mit „lebenslangem Hausarrest“ übersetzt werden. Sehr oft wird auf die Tatsache hingewiesen, dass Claudia und Sean sehr jung Eltern wurden.
- Jake Burbage der Kinderdarsteller des Henry Finnerty stand für die Produktion der fünften Staffel nicht mehr zur Verfügung. Er ist von da an ohne genau Erklärung nicht mehr zu sehen. Er wird aber in einzelnen Folgen Erwähnt.
- Das Set des Kellers der Serie wurde auch in der Bill Cosby Show verwendet.[2]
- Der Wasserturm aus Die wilden Siebziger taucht in der 21. Episode der zweiten Staffel auf. In dieser Episode hat Ashton Kutcher, der in Die wilden Siebziger eine der Hauptrollen spielt, einen Gastauftritt als Cousin Scott. Auch andere Serienkollegen aus Die wilden Siebziger haben in der Serie Gastauftritte, treten jedoch nie gemeinsam auf: Danny Masterson (Staffel 2, Episode 1), Mila Kunis (Staffel 4, Episode 28 und Staffel 5, Episode 1) und Wilmer Valderrama (Staffel 3, Episode 2).

## DVD-Veröffentlichung
Vereinigte Staaten
- Staffel 1 erschien am 7. Februar 2006.
- Staffel 2 erschien am 16. Mai 2006.
- Staffel 3 erschien am 8. August 2006.
- Staffel 4 erschien am 7. November 2006.
- Staffel 5 erschien am 25. September 2007.

Deutschland
- Staffel 1 erschien am 8. November 2012.
- Staffel 2 erschien am 6. Dezember 2012.
- Staffel 3 erschien am 17. Januar 2013.
- Staffel 4 erschien am 7. Februar 2013.
- Staffel 5 erschien am 7. März 2013.